# Körchow
Körchow – dzielnica miasta Wittenburg w Niemczech, w kraju związkowym Meklemburgia-Pomorze Przednie, w powiecie Ludwigslust-Parchim, w związku gmin Wittenburg. Do 24 maja 2014 samodzielna gmina.